# (10997) Gahm
(10997) Gahm es un asteroide perteneciente al cinturón de asteroides descubierto por Claes-Ingvar Lagerkvist desde el Observatorio de La Silla, Chile, el 2 de septiembre de 1978.

## Designación y nombre
Gahm se designó al principio como 1978 RX7.
Más adelante, en 2003, fue nombrado en honor del astrónomo sueco Gösta Gahm.

## Características orbitales
Gahm orbita a una distancia media de 2,622 ua del Sol, pudiendo alejarse hasta 3,161 ua y acercarse hasta 2,083 ua. Su excentricidad es 0,2055 y la inclinación orbital 5,867 grados. Emplea en completar una órbita alrededor del Sol 1551 días. El movimiento de Gahm sobre el fondo estelar es de 0,2321 grados por día.

## Características físicas
La magnitud absoluta de Gahm es 13,5 y el periodo de rotación de 3,207 horas.